# 国保小見川総合病院
香取おみがわ医療センター（かとりおみがわいりょうセンター）は、千葉県香取市に所在する病院。正式名称は地方独立行政法人香取おみがわ医療センター。
旧名称は国保小見川総合病院（こくほおみがわそうごうびょういん）。なお本項では、前身である国保小見川総合病院についても記述する。

## 概要
1955年（昭和30年）8月1日、「千葉県香取郡小見川町外三ケ町村病院組合」（小見川町、山田町、良文村、神代村の香取郡内1町3村で構成）を運営主体とし、国民健康保険直営の国保小見川中央病院（こくほおみがわちゅうおうびょういん）として開院。開院当初は3診療科56床（一般病床30床、伝染病床26床）で診療開始した。1957年（昭和32年）の、町村合併に伴い、運営主体が「小見川町外二ケ町病院組合」（小見川町、山田町、東庄町で構成）へ改組された。
1972年（昭和47年）から1974年（昭和49年）の2年間にわたり新築と増改築を行って7診療科176床へ、さらに整備を重ねて12診療科190床へと、診療科目と病床数を増加した。
1989年（平成元年）には総合病院の名称承認を受け、国保小見川総合病院へ改称した。その後は循環器科などさらなる診療科目の増加と人工透析室設置など、総合病院として設備・機能強化を図った。
2006年（平成18年）には市町村合併により香取市が発足、これに伴い運営主体が「香取市東庄町病院組合」へ改組された。
しかしながら、2004年（平成16年）の医師臨床研修制度改正により医師不足が進み、看護師不足も相まって、翌2005年（平成17年）には産婦人科の休診を余儀なくされた。また稼働病床数も、2008年（平成20年）には135床へ減床。2011年（平成23年）には150床へ増床したものの、入院患者の減少に歯止めはかからなかった。
また1970年代に改築された病院施設の老朽化も問題視されたことから、運営主体の「香取市東庄町病院組合」を解散した上で、市立病院としての建て替えを決定。2019年（令和元年）9月1日に市立病院「香取おみがわ医療センター」として新たに開院した（病棟数100床）。
その後、国の独立行政法人改革により、2022年（令和4年）4月1日付で地方独立行政法人へ移行し、地方独立行政法人香取おみがわ医療センターとなった。

## 沿革
- 1955年（昭和30年）：運営主体「小見川町外三ケ町村病院組合」により、国保小見川中央病院として開院（一般病床30床、伝染病床26床、計56床）[2]。
- 1956年（昭和31年）：一般病床を30床増床、計86床とする[2]。
- 1957年（昭和32年）：町村合併により、運営主体を「小見川町外二ケ町病院組合」へ改組[2]。産婦人科を新設[2]。
- 1958年（昭和33年）：皮膚泌尿器科を新設[2]、眼科を新設[2]。
- 1963年（昭和38年）：病床を増床。
  - 一般病床を26床増床、計112床とする[2]。
  - 一般病床を34床増床、計146床とする[2]。
- 1969年（昭和44年）：小児科を新設[2]。
- 1972年（昭和47年）- 1974年（昭和49年）：病院を全面改築（鉄筋コンクリート造5階建）[2]。
- 1975年（昭和50年）歯科を新設[2]。
- 1979年（昭和54年）脳神経外科を新設[2]。皮膚科を独立させる[2]。
- 1982年（昭和57年）：病床を増床。
  - 一般病床を30床増床、計176床とする[2]。
  - 一般病床を40床増床、伝染病床26床を廃止、計190床とする[2]。
- 1983年（昭和58年）：整形外科を新設[2]。リハビリテーション科を新設[2]。
- 1984年（昭和59年）：耳鼻咽喉科を新設整形外科を新設[2]。
- 1989年（平成元年）： 総合病院の名称認可を受け、国保小見川総合病院へ改称整形外科を新設[2]。
- 1990年（平成2年）：泌尿器科を独立させる[2]。
- 2000年（平成12年）：介護保険事業を開始する[2]。
- 2002年（平成14年）：循環器科を新設[2]。
- 2005年（平成17年）
  - 人工透析部門を新設[2]。
  - 医師不足により産婦人科を休診とする[2]。
  - 一般病床を20床減床、計170床とする[2]。
- 2006年（平成18年）：市町村合併により、運営主体を「香取市東庄町病院組合」へ改組[2]。
- 2007年（平成19年）：脊椎脊髄センターを新設[2]。
- 2008年（平成20年）：一般病床35床を休止、稼働病床135床（許可病床170床）とする[2]。
- 2010年（平成22年）：血液浄化センターを新設[2]。
- 2011年（平成23年）：一般病床15床を再稼働、稼働病床150床（許可病床170床）とする[2]。
- 2019年（令和元年）9月1日：運営主体「香取市東庄町病院組合」を解散、香取市立病院として改築（鉄骨造4階建）[2]。香取おみがわ医療センターとして新規開院（13診療科、一般病床100床）[2][4][5]。
- 2021年（令和2年）：形成外科を新設[2]。
- 2022年（令和4年）4月1日：地方独立行政法人へ移行[6]。

## 診療科
2025年（令和7年）4月1日現在。
- 内科
- 循環器内科
- 小児科
- 外科
- 整形外科
- 形成外科
- 脳神経外科
- 皮膚科
- 泌尿器科
- 眼科
- 耳鼻咽喉科
- リハビリテーション科
- 放射線科
- 歯科
- 血液浄化センター（人工透析）

## 部門
2025年（令和7年）4月1日現在。
- 薬剤科
- 放射線科
- 臨床検査科
- リハビリテーション科
- 臨床工学科
- 臨床栄養科
- 消化器内視鏡部門
- 地域医療支援室
- 委員会

## 建物構造
- 延床面積：9,925.75m2[1][7]
- 地上4階建、鉄骨造（耐震構造）[1][7]

## 指定・認定施設
- 救急告示病院（二次救急）
- 生活保護法指定医療機関
- 労災保険指定医療機関
- 指定自立支援医療（更生医療）
- 原子爆弾被爆者一般疾病医療取扱指定医療機関
- 日本内分泌学会認定教育施設
- 脊椎脊髄外科専門医基幹研修施設

## 附属施設
- 香取おみがわ医療センター附属看護専門学校[8]

## 交通アクセス

### 鉄道
- JR成田線小見川駅下車。徒歩約15分、タクシーで約3分。

### 高速バス
- バスターミナル東京八重洲から京成バス千葉イースト[注釈 1]が運行する高速バス「銚子 - 東京線」の「小見川ルート」「佐原・小見川ルート」「佐原ルート」[9]、いずれかに乗車。
  - 小見川ルート、佐原・小見川ルートは「小見川支所」停留所下車。徒歩約5分。
  - 佐原ルートは「小見川駅」停留所下車。徒歩約15分、タクシーで約3分。

### 自家用車
- 東関東自動車道佐原香取ICから、約10 km、約20分。